# 白马 (泰勒·斯威夫特歌曲)
《白馬王子》（英語：White Horse）是美国創作歌手泰勒絲的一首歌曲，收录于泰勒絲第2张录音室专辑《放手去爱》中。歌曲由泰勒絲和利茲·羅斯共同创作，泰勒絲和内森·查普曼共同制作這首歌。《白馬王子》於2008年12月7日由大機器唱片作為專輯的第2支單曲發行。歌曲的創作以泰勒絲的前男友之一為靈感，泰勒絲發現他不是自己認為的那種人，歌曲則聚焦於泰勒絲對這段感情結束的接受。音樂上，歌曲曲風為乡村，製作較為簡單，以突出演唱。歌曲歌詞則引用了童話橋段，描述了從感情中醒悟過來與感情破滅的傷痛。
歌曲獲得了樂評的普遍好評。在第52屆葛萊美獎，歌曲讓泰勒絲獲得了最佳鄉村歌曲與最佳鄉村女歌手兩大獎項。歌曲亦取得了商業成功。在美國，歌曲在《告示牌》百强单曲榜最高排第13名，在热门乡村歌曲榜則最高取得了亞軍。歌曲已獲得美國唱片業協會雙白金認證。歌曲的音樂錄影帶由特里·范喬伊執導。在錄影帶中，泰勒絲決定透過電話結束一段感情，其中泰勒絲回憶起了許多戀愛時的愉快與傷心的經歷。泰勒絲在許多場合現場表演了歌曲，包括無懼的愛巡迴演唱會的許多場次。

## 榜單
| 榜單（2008年-2009年）                | 最高 排位 |
| ------------------------------------ | --------- |
| 澳大利亚（澳大利亚唱片业协会單曲榜） | 41        |
| 加拿大（Canadian Hot 100）           | 43        |
| 加拿大（《告示牌》Canada Country）   | 5         |
| 英國（官方榜单公司單曲榜）           | 60        |
| 美国（《告示牌》百大單曲榜）         | 13        |
| 美國（《告示牌》热门乡村歌曲榜）     | 2         |

| 榜單（2009年）                   | 排位 |
| -------------------------------- | ---- |
| 美國（《告示牌》百強單曲榜）     | 76   |
| 美國（《告示牌》熱門鄉村歌曲榜） | 27   |

## 认证与销量
| 地區                                     | 认证    | 认证单位/销量 |
| ---------------------------------------- | ------- | ------------- |
| 澳大利亚（澳大利亚唱片业协会）           | 白金    | 70,000‡       |
| 加拿大（加拿大音乐协会）                 | 金      | 40,000*       |
| 美国（美國唱片業協會）                   | 2× 白金 | 2,000,000‡    |
| *僅含認證的實際銷量 ‡僅含認證的+實際銷量 |         |               |

## 外部連結
- YouTube上的